# فاخر آتاق أوغلي
فاخر آتاق أوغلي (بالتركية: Fahir Atakoğlu) هو ملحن وعازف بيانو تركي. عمل مع مجموعة واسعة من الفنانين عبر العديد من أنواع الموسيقى، بدءًا من التسجيلات السمفونية إلى الأناشيد الإعلانية، كما شارك أيضًا في وضع الموسيقى التصويرية لمجموعة من الأعمال العربية المهمة مثل مسلسل عمر.

## وصلات خارجية
- Official website